# Tamala Jones

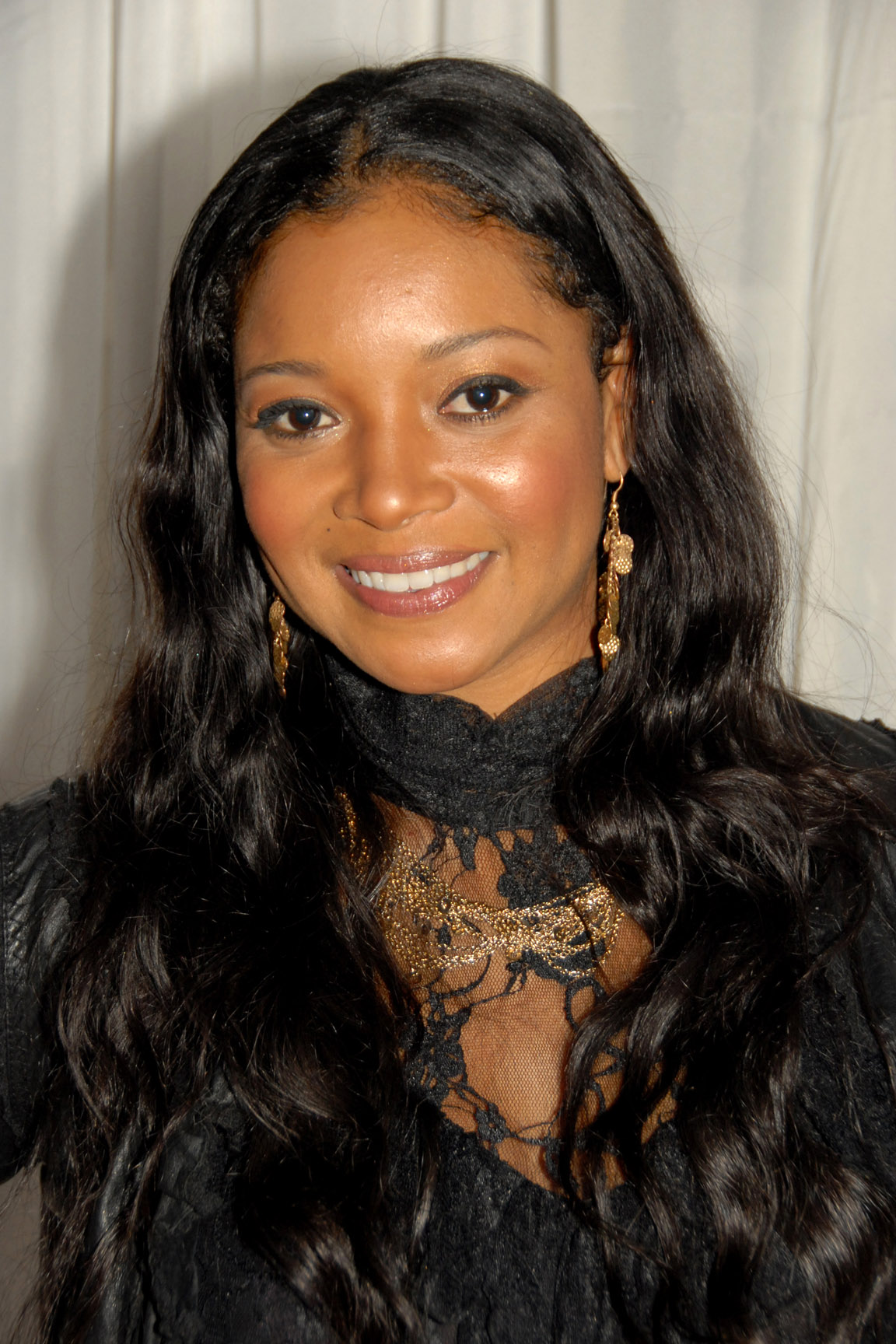
Tamala Jones, 2010

Tamala Jones (* 12. November 1974 in Pasadena, Kalifornien) ist eine US-amerikanische Schauspielerin.

## Leben und Leistungen
Jones debütierte in einer Folge der Fernsehserie The Parent 'Hood aus dem Jahr 1995. Im Filmdrama Ein amerikanischer Quilt (1995) spielte sie an der Seite von Winona Ryder, Anne Bancroft und Ellen Burstyn eine Verwandte von Anna (Maya Angelou). Nach einigen Gastauftritten in den Fernsehserien folgte eine größere Nebenrolle in der Komödie Booty Call (1997), in der sie neben Jamie Foxx und Vivica A. Fox auftrat. In den Jahren 1998 bis 2002 übernahm sie eine größere Rolle in der Fernsehserie For Your Love. In der Komödie Next Friday (2000) trat sie neben Ice Cube auf.
In der Komödie Head of State (2003) spielte Jones an der Seite von Chris Rock eine der größeren Rollen. Im Thriller Long Distance (2005) war sie neben Monica Keena zu sehen. In der Independent-Komödie What Love Is spielte sie neben Cuba Gooding junior, Anne Heche und Gina Gershon eine der größeren Rollen.
Von 2009 bis 2016 stand Jones in der Krimiserie Castle neben Nathan Fillion und Stana Katić als Gerichtsmedizinerin Dr. Lanie Parish vor der Kamera.
Die Afroamerikanerin Jones wurde in den Jahren 2000 und 2001 von den Lesern der Zeitschrift Black Men Magazine zu den 10 Sexiest Women of the Year gewählt.

## Filmografie (Auswahl)
- 1995: Ein amerikanischer Quilt (How to Make an American Quilt)
- 1997: Booty Call – One-Night-Stand mit Hindernissen (Booty Call)
- 1998: Ich kann’s kaum erwarten! (Can't Hardly Wait)
- 1998–2002: For Your Love (Fernsehserie)
- 1999: Der Diamanten-Cop (Blue Streak)
- 2000: Next Friday
- 2000: Ghetto Superstar
- 2000: Die Little Richard Story (Little Richard)
- 2001: On the Line
- 2001–2005: One on One (Fernsehserie)
- 2003: Head of State
- 2004: Nora's Hair Salon
- 2005: Long Distance
- 2006: CSI: Miami (Fernsehserie, Folge 5x09)
- 2006: Ghost Whisperer – Stimmen aus dem Jenseits (Ghost Whisperer, Fernsehserie, Folge 2x03)
- 2007: What Love Is
- 2007: Who’s Your Caddy?
- 2007: Der Kindergarten Daddy 2: Das Feriencamp (Daddy Day Camp)
- 2008: The Hustle
- 2008: Who's Deal?
- 2009: Up in the Air
- 2009–2016: Castle (Fernsehserie, 173 Folgen)
- 2011: 35 and Ticking
- 2013: Things Never Said
- 2015: Megachurch Murder
- 2017: Rebel (Fernsehserie, 2 Folgen)
- 2018: Speechless (Fernsehserie, Folge 2x13)
- 2018: Mr. Malevolent
- 2019: Was Männer wollen (What Men Want)
- 2019: SEAL Team (Fernsehserie, 4 Folgen)
- 2019: L.A.’s Finest (Fernsehserie, 3 Folgen)
- 2019: Deadly Dispatch (Fernsehfilm)
- 2019: Holiday Rush
- 2020–2023: 9-1-1: Lone Star (Fernsehserie, 4 Folgen)
- 2021: Rebel (Fernsehserie, 10 Folgen)
- 2022: The Rookie (Fernsehserie, 2 Folgen)
- 2022: The Holiday Stocking (Fernsehfilm)
- 2023: Every Breath She Takes (Fernsehfilm)
- 2023: Young. Wild. Free.
- 2024: Ordinary Angels